# نورثروپ دلتا
نورثروپ دلتا (به انگلیسی: Northrop Delta) یک هواپیمای ساختِ کارخانهٔ نورثروپ در کشور ایالات متحده آمریکا است. نخستین استفاده‌کنندهٔ این هواپیما نیروی هوایی سلطنتی کانادا بوده‌است. این هواپیما برای نخستین بار در ۱ مه ۱۹۳۳ میلادی مورد استفاده قرار گرفت.